# 丁志勇
丁志勇（1979年9月18日—），新加坡获奖主持人，2015年11月出任午言媒体集团创意总监。
丁志勇毕业于安德逊中学、义安理工学院商学系以及新加坡新跃大学，16岁开始担任新传媒YES 933广播员，至今已累积近20年广播与舞台主持经验，曾四度获颁“最受欢迎DJ”奖，其记录暂时未破。这段期间，他树立鲜明的个人风格，成为新加坡深入民心的电台节目主持人。他同时自封“全国最文静DJ”。
丁志勇从2013年3月1日起踏入管理层担任YES 933台长，2015年11月卸任，并转投午言媒体担任集团创意总监。
丁志勇於2015年進軍電視，主持「金星火星大不同」。

## 广播

### 1996—2002（兼职时期）
丁志勇在1996年以兼职广播员身份首次在新传媒YES 933主持凌晨电台节目。他随后在念书与服役期间继续主持YES 933周末节目

### 2002—2005（全职初期）
丁志勇在2002年退役后，加入YES 933成为全职广播员，开始主持傍晚下班尖峰时段节目。2003－2004年，主持早晨节目，后在2005年初，调至晚上的点歌节目。
| 年份 | 播出时段  | 节目名称     | 搭档   |
| ---- | --------- | ------------ | ------ |
| 2002 | 1700—2000 | 《青春鸟王》 | 陈丽仪 |
| 2003 | 0700—1000 | 《快乐起来》 | 林灵芝 |
| 2003 | 0700—1000 | 《快乐鸟王》 | 陈丽仪 |
| 2004 | 0700—1000 | 《快乐鸟王》 | 陈丽仪 |
| 2005 | 2100—2300 | 《弦歌寄意》 | —      |

### 2005—2012（就是万人迷）
丁志勇于2005年底重回早班节目。他不只一次提到，前两年主持早班节目时，因为无法适应节目风格，而感到极度痛苦。在晚班节目沉寂半年后，他终于回到早班。（注：全球主要城市收听率调查发现，早班节目拥有最多听众，为一家电台最重要的节目时段。）
933早班节目另一个黄金时代由此展开。根据市场收听率调查，“就是万人迷”成为四个语言频道节目中的总冠军，为新加坡全国最多人收听的电台节目。
| 年份 | 时间      | 搭档             |
| ---- | --------- | ---------------- |
| 2005 | 0700—1000 | 林灵芝           |
| 2006 | 0700—1000 | 林灵芝、巫许玛莉 |
| 2007 | 0700—1000 | 蔡伟彬           |
| 2007 | 0700—1000 | 林佩芬，陈艾薇   |
| 2008 | 0700—1000 | 林佩芬           |
| 2009 | 0700—1000 | 萧嘉蕙           |
| 2010 | 0600—1000 | 萧嘉蕙           |
| 2011 | 0600—1000 | 萧嘉蕙           |
| 2012 | 0600—1000 | 林佩芬，陈艾薇   |

2010年版本的“就是万人迷”在早上6点以“万人迷自选集”为开场，每天30分钟不同主题。6点40分左右，回顾历史时间，以及每日寿星单元。7点到9点没有固定单元，内容包括新闻简讯，天气，路况，娱乐新闻，以及当天最重要的本地与国际新闻，同时包含各地区趣闻。丁志勇在“万人迷”时代，树立与以往不同的风格，并以尖锐，幽默，甚至讽刺的角度与听众看新闻。9点的节目以音乐和娱乐为主，主打星期二的“万人迷大学堂”，让听众加入“志勇组”或“嘉蕙组”，分两个回合回答十道各类题目。
丁志勇的惯性开场为：“今天是__月__日 星期__。__ days to Friday。” 到了星期五，变成“今天是__月__日。It's Friday.” 其中，“WOOHOO” 和 “IT'S FRIDAY” 已成为新加坡听众熟悉与喜爱的词句。节目收场曲为“Look on the bright side of life”，由节目启播至2012年年底从未更换。

### 2013—2014（管理层）
由于在2013年3年升任YES 933台长，丁志勇于2013年3月1日告别《就是万人迷》。随后接棒的DJ林佩芬和谢家发并没有更换节目名称。丁志勇自己退到1000-1200的非黄金时段《Woohoo全宇宙》。
一年后，再度换班。2014年3月－8月，丁志勇重新主持每周五播出的《醉心龙虎榜》，第一次缺席于周一至周五的主要节目时段。

### 2014—2015（重返就是万人迷）
| 年份 | 时间      | 搭档           |
| ---- | --------- | -------------- |
| 2014 | 0600—1000 | 萧嘉蕙、钟坤华 |
| 2015 | 0600—1000 | 萧嘉蕙、钟坤华 |

丁志勇时隔一年半以后，也就是2014年8月重新回到《就是万人迷》时段— 萧嘉蕙为昔日早班老搭档，钟坤华则首次加入早班主持群。丁志勇同时高调参与多项宣传：包括《就是万人迷》首支平面与电视广告，以及9月的万人迷九周年庆生会。媒体分析为（1）《就是万人迷》收听率过去一年半惨跌，丁志勇回归属“救世行动”；（2）早班前任男DJ谢家发表现不理想，丁志勇有意以“带新人”的形式，试图捧红钟坤华。对坊间揣测，丁志勇始终没有正面回答。

### 排行榜
丁志勇最初主持“全球华语歌曲排行榜”，该榜为全球首个涵盖新加坡、马来西亚、台湾、香港、北京、广州和上海七大音乐市场的排行榜节目。期间，兼任主持“933醉心龙虎榜”，成为首名跨足两大排行榜的DJ。之后，卸下“全球榜”职务，专心主持“龙虎榜”至今。丁志勇于2012年8月底卸下龙虎榜主持工作。
全球华语歌曲排行榜
| 年份      | 搭档     |
| --------- | -------- |
| 2001—2005 | —        |
| 2005—2007 | 巫许玛莉 |

醉心龙虎榜
| 年份      | 搭档   |
| --------- | ------ |
| 2005—2010 | 陈丽仪 |
| 2010—2012 | 萧嘉蕙 |
| 2014      | 陈宁   |

### 广播剧
丁志勇于2007年首此参与广播剧制作，其中首部原创作品入围亚太区最佳广播剧奖。几部广播剧在新加坡引起广泛注意，经典台词包括：“总有一天，你一定会有报应的”。“总有一天”这四个字，随后也经常出现在其他剧集中。
| 年份 | 剧名                             |
| ---- | -------------------------------- |
| 2007 | 《暗巷》                         |
| 2007 | 《暗巷2》                        |
| 2008 | 《1979》                         |
| 2009 | 《2009》                         |
| 2010 | 《爱.无尽》933二十周年台庆广播剧 |

## 大型颁奖典礼
丁志勇自出道初期，便被力捧为大型典礼主持。除了多次主持万人以上的大型社区与慈善活动，也参与每年的音乐颁奖典礼。他曾多次代表电台到海外主持音乐典礼，出任台长后也以执委会主席身份出现在舞台。
- 全球华语歌曲排行榜颁奖典礼

| 年份 | 地区   | 典礼                               | 角色               |
| ---- | ------ | ---------------------------------- | ------------------ |
| 2003 | 上海   | 第三届全球华语歌曲排行榜颁奖典礼   | 大会司仪           |
| 2004 | 台北   | 第四届全球华语歌曲排行榜颁奖典礼   | 大会司仪           |
| 2006 | 新加坡 | 第六届全球华语歌曲排行榜颁奖典礼   | 大会司仪           |
| 2008 | 香港   | 第八届全球华语歌曲排行榜颁奖典礼   | 颁奖人             |
| 2009 | 北京   | 第九届全球华语歌曲排行榜颁奖典礼   | 大会司仪           |
| 2012 | 新加坡 | 第十二届全球华语歌曲排行榜颁奖典礼 | 媒体中心主持       |
| 2013 | 吉隆坡 | 第十三届全球华语歌曲排行榜颁奖典礼 | 颁奖人             |
| 2014 | 广州   | 第十四届全球华语歌曲排行榜颁奖典礼 | 颁奖人             |
| 2015 | 新加坡 | 第十五届全球华语歌曲排行榜颁奖典礼 | 执委会主席、颁奖人 |

- 新加坡金曲奖颁奖典礼

| 年份 | 典礼                         | 角色                 |
| ---- | ---------------------------- | -------------------- |
| 2003 | 第十届新加坡金曲奖颁奖典礼   | 星光大道主持         |
| 2004 | 第十一届新加坡金曲奖颁奖典礼 | 星光大道主持         |
| 2005 | 第十二届新加坡金曲奖颁奖典礼 | 大会司仪             |
| 2007 | 第十三届新加坡金曲奖颁奖典礼 | 大会司仪             |
| 2008 | 第十四届新加坡金曲奖颁奖典礼 | 大会司仪             |
| 2009 | 第十五届新加坡金曲奖颁奖典礼 | 大会司仪             |
| 2010 | 第十六届新加坡金曲奖颁奖典礼 | 大会司仪             |
| 2011 | 第十七届新加坡金曲奖颁奖典礼 | 大会司仪             |
| 2013 | 第十八届新加坡金曲奖颁奖典礼 | 执委会主席、大会司仪 |
| 2014 | 第十九届新加坡金曲奖颁奖典礼 | 执委会主席、颁奖人   |

## 广播以外

### 代言
- 美容品牌Bioskin首位男性代言人
- 音乐下载服务AMPED首位中文代言人
- 新加坡保健促进局年度反吸烟大使

### 电视
丁志勇在2009年参演新传媒U频道剧集《一切完美2》。他饰演主要女配角“吴晓丽”的哥哥“吴大帅”，为喜剧角色。妹妹和妈妈分别由郑荔芬和刘玲玲饰演。
丁志勇在2015年主持新传媒U频道谈话性节目《金星火星大不同》。

### 音乐
丁志勇曾使用笔名“文静”，为侧田填写第一首华语单曲“路人甲”的歌词。

### 剧场
新传媒电台于2011年纪念新加坡广播75周年而推出舞台剧《回音》。旗下三家电台：YES 933、958城市频道以及972最爱频道DJ倾巢演出。丁志勇饰演一名80年代广播员，主要为喜剧配角。

## 奖项
丁志勇在2004年最后一届金麦奖获得包括“最佳节目主持”在内的五项提名，但空手而归。他受访时表示，极度失望。数月后，新传媒集团举行新加坡广播大奖票选，丁志勇拒绝拉票，结果意外获颁“933最亲切DJ”奖。 丁志勇在隔年首次获颁“933最受欢迎DJ”奖，并连续四次蝉联该项。这期间，新马中文媒体开始称其为电台一哥。
| 年份 | 典礼                 | 奖项                | 成绩 |
| ---- | -------------------- | ------------------- | ---- |
| 2002 | 中文台金麦奖         | 最佳节目主持        | 提名 |
| 2004 | 中文台金麦奖         | 最佳节目主持        | 提名 |
| 2004 | 中文台金麦奖         | 最受欢迎DJ          | 提名 |
| 2004 | 第一届新加坡广播大奖 | 最亲切DJ            | 獲獎 |
| 2005 | 第二届新加坡广播大奖 | 最受欢迎DJ          | 獲獎 |
| 2006 | 第三届新加坡广播大奖 | 最受欢迎DJ          | 獲獎 |
| 2007 | 第四届新加坡广播大奖 | 最受欢迎DJ          | 獲獎 |
| 2008 | 亚太广播联盟广播大奖 | 最佳广播剧（暗巷2） | 提名 |
| 2009 | 第一届亚太博客大奖   | 最佳明星博客        | 提名 |
| 2010 | 第五届新加坡广播大奖 | 最受欢迎DJ          | 獲獎 |
| 2010 | 第二届新加坡e乐大奖  | 最佳电台节目        | 提名 |
| 2010 | 第二届新加坡e乐大奖  | 最佳男DJ            | 提名 |
| 2010 | 新加坡博客大奖       | 十大本地名人博客    | 提名 |
| 2011 | 新加坡博客大奖       | 十大本地名人博客    | 提名 |
| 2011 | 第六届新加坡广播大奖 | 最受欢迎DJ          | 提名 |

## 风波｜其他事件

### 2015年闪辞933
2015年11月7日，第15届全球华语歌曲排行榜颁奖典礼落幕隔日，丁志勇在毫无预警情况下宣布离开新传媒 YES 933，转投午言媒体担任集团创意总监。由于没有在空中节目交代，前一晚也高调以933台长身份上台颁奖，本地娱乐圈对此消息相当震惊；所有华文电子与平面媒体均有报道。丁志勇当天接受媒体访问时表示，已在3月份辞职，但为了不影响颁奖典礼筹备，因此对外封锁消息，直至典礼完毕。消息公布首日，丁志勇好友兼午言媒体股东，亦是新加坡知名主持人许振荣立刻设宴欢迎丁志勇加入；出席艺人包括徐彬、冯伟衷、崇喆等。

### 封杀唱片公司
新加坡小报报道，丁志勇于2007年新加坡金曲奖之后，在网路上发表疑似封杀某家唱片公司的言论。 记者了解到，丁志勇是在执行金曲奖工作时，面对嚣张的唱片公司宣传，而一怒之下在网上宣泄。丁志勇随后拒绝出面说明，但所属电台也没有采取任何纪律行动，暗示公司并不反对丁志勇的立场。

### 电台一哥之争
丁志勇与周崇庆多年来卷入电台一哥之争。周崇庆承认两人曾经确时有误会，但已解决。丁志勇却始终不曾正面回应过此问题。2008年周崇庆调往收听率最低的晚班时段，而丁志勇继续留守最重要的早班。这惹来外界猜疑，电台刻意力捧丁志勇，并将周崇庆打入冷宫。针对平面报道，丁志勇在网上称：“人不是我杀的。不要什么都算在我头上”。
2010年3月，丁志勇和周崇庆在报馆主办的e乐颁奖典礼入选年度最佳男DJ三甲。其中，冠军为报馆自家电台代表，丁志勇则超越周崇庆成为亚军。数周后，丁志勇和周崇庆在新加坡广播大奖颁奖典礼分别获“933最受欢迎DJ”以及“传媒推荐奖”。周崇庆自2005年以来，从未在此票选活动中击败丁志勇。两人在典礼上互相拥抱，努力粉碎不和传言。
最终，周崇庆在2011年的金唛奖中击败了丁志勇并拿下了“933最受欢迎DJ”。 这是新加坡金唛奖开办以来周崇庆第一次赢丁志勇. 据报道，丁志勇在成绩揭晓后立刻离席，并未出席庆功宴，反而在自己的网站发布“于酒店大堂享用香槟”的照片。他随后在网站表示，典礼之前已获知成绩。
2013年2月，电台在短短数个星期内接连公布周公崇庆和丁志勇不再担任933前线DJ。其中，周崇庆调职97.2FM，丁志勇则晋身933管理层。媒体揣测丁志勇以台长身份将昔日对手调走，也有人怀疑周崇庆不愿听命于丁志勇于是自动要求走人。丁志勇在媒体访问中坚称周崇庆调往972一事和自己没有关系。

### 奢华庆生
丁志勇在2009年庆祝30岁生日，并在新加坡克兰芝马场举行盛大派对。丁志勇受访时，说活动花费达一个月的薪水。这后来引来炮轰，指他浪费。丁志勇过后澄清，自己拒受生日礼物，并要求宾客在活动上捐款，资助慈善团体。

### 暂别30天
丁志勇在2010年8月休假30天。 他坚持自己只想休息，没有特别理由（如：整容、结婚等）这段期间，丁志勇仍保持一定的见报率。8月中旬，一名匿名人士在丁志勇的博客留言，指代主持早班的周崇庆表现更突出。丁志勇简单回应：“很高兴知道你终于喜欢早班节目”。丁志勇月底回到早班，一周内连接三场商演，突显自己一哥地位不受动摇。

### e乐大赏2011
新加坡报馆2011年4月主办《e乐大赏》，丁志勇虽没获奖但原定出席观礼。媒体后来踢爆，所属机构发出内部命令，禁制旗下DJ出席“敌对台”活动。这引来反弹，指丁志勇虽具一哥风度，但公司却不认同。

## 注
1. ↑  . XinMSN.   [3 March 2013].[永久]
2. 1 2 3 4 5 6 7 8 9 10  .   [2012-04-16]. （原始内容存档于2012-04-23）.
3. 1 2  .   [2010-09-08]. （原始内容存档于2012-07-11）.
4. ↑  . 2015-11-10  [2015-11-28]. （原始内容存档于2015-12-08）.
5. ↑  .   [2015-11-28]. （原始内容存档于2015-12-08）.
6. ↑  .   [2015-11-28]. （原始内容存档于2015-12-08）.
7. ↑  .   [2010-09-08]. （原始内容存档于2008-10-29）.
8. ↑  .   [2018-02-08]. （原始内容存档于2007-09-28）.
9. 1 2  .   [2019-11-22]. （原始内容存档于2012-04-23）.
10. ↑  .[永久]
11. ↑  . 2011-11-26  [2012-04-16]. （原始内容存档于2012-01-30）.
12. ↑  .   [2013-03-08]. （原始内容存档于2013-03-07）.
13. ↑  2011年4月7日优1周